# Władysław Slaski
Władysław Slaski (ur. 8 lipca 1884 w Broniszowie, zm. 21 listopada 1946 w Krakowie) – polski ziemianin, właściciel majątku Ciuślice, mgr inż. rolnik, działacz społeczny i gospodarczy.
Pochodził z gałęzi małopolskiej rodziny Slaskich herbu Grzymała. Był synem Juliusza Joachima Slaskiego, właściciela majątku Broniszów i jego drugiej żony Heleny z Woynarowskich herbu Strzemię. 
Studia agronomiczne ukończył w 1908 na Akademii Rolniczej w Dublanach. Przejął od ojca majątek Ciuślice, w którym gospodarował do 1945 r. Był dobrym organizatorem i światłym rolnikiem. Gospodarstwo ukierunkował na uprawy nasienne buraków cukrowych i zbóż, produkował też zboża konsumpcyjne i buraki cukrowe dla Cukrowni „Łubna” w Kazimierzy Wielkiej. Pełnił wiele funkcji społecznych. Od 1908 r. był członkiem Rady Głównej Centralnego Towarzystwa Rolniczego, prezesem Zarządu Związku Kółek Rolniczych, członkiem i prezesem Zarządu Związku Ziemian, Oddział w Pińczowie, prezesem Zarządu Rolniczego Zakładu Doświadczalnego w Sielcu k. Skalbmierza oraz prezesem Koła Porad Sąsiedzkich i radnym gromadzkim.
W czasie okupacji wspomagał materialnie AK, organizację „Uprawa”, profesorów Uniwersytetu Jagiellońskiego i ludność żydowską, ukrywającą się w pobliskich lasach. W marcu 1945 r. w czasie przeprowadzania reformy rolnej został aresztowany i osadzony w więzieniu w Pińczowie. Po zwolnieniu objął stanowisko dyrektora Instytutu Naukowego Organizacji i Kierownictwa w Krakowie i został pierwszym powojennym redaktorem czasopisma Przegląd Organizacji.
Jest pochowany na cmentarzu parafialnym w Stradowie.